# A-2 (ノルウェー潜水艦)

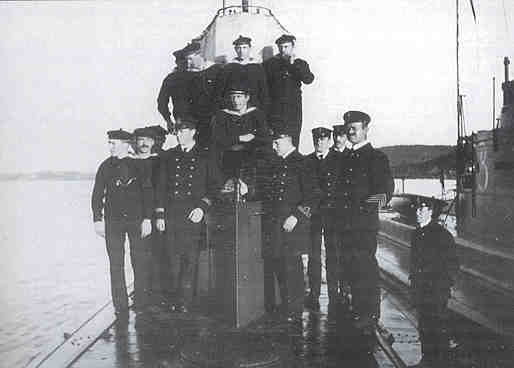
1917年のA-2。

A-2（ノルウェー語: A-2）は、ノルウェー海軍の潜水艦。A級。

## 艦歴
1913年に進水した。
ナチス・ドイツ軍がノルウェーに侵攻した1940年4月9日に出撃命令を受け、同型艦の A-3 および A-4 と共に出撃。同日、オスロフィヨルド入り口で、ボレルネ島の攻略に向かっていたドイツの Rボート R 22 と R 23 に発見された。 A-2 も Rボートを発見し潜航したが、爆雷攻撃を受け爆発で浮上してしまった。 A-2 は Rボートから銃撃を受け、再度潜航したが更なる爆雷攻撃で損傷し、浮上して降伏した。乗員が R 23 に収容された後、 A-2 は岸に漂着し後日スクラップとされた。

## 要目
- 排水量: 268 トン（水上）、 355 トン（水中）
- 全長: 46.5 メートル
- 速力: 14.5 ノット（水上）、 9 ノット（水中）
- 兵装: 魚雷発射管 3 基
- 乗員: 17 名